# 日通自動車学校
株式会社日通自動車学校（にっつうじどうしゃがっこう）は、かつて存在した自動車教習所を運営する日本通運グループの企業。かつては東京都杉並区に杉並校、山形県新庄市に山形校の2校の教習所を有していたが、2015年に山形校をサザン岩手ドライビングスクールグループの株式会社国際自動車教習所へ事業譲渡し、山形最上ドライビングスクールと校名変更。
杉並校も2021年3月31日に日本通運が同年2月設立した株式会社杉並自動車学校へ吸収分割により承継させ、全株式を同業の株式会社マジオネットへ譲渡。これらにより日通自動車学校は同年4月に解散・同年8月27日に清算結了となったことで、日本通運は自動車教習所事業から撤退した。
なお、継承された杉並自動車学校も、2023年8月31日をもって閉校している。

## 教習可能免許
- 普通自動車第一種

## 交通アクセス
- JR東日本中央本線西荻窪駅からスクールバスで10分
- 京王井の頭線久我山駅から徒歩で10分
- その他高田馬場駅、井荻駅、永福町駅などからスクールバスあり

## 旧山形校
旧山形校は2015年10月1日に事業譲渡により山形最上ドライビングスクールと校名を変更した。

### 教習可能免許
- 大型自動車
- 中型自動車
- 普通自動車第一種・第二種
- 大型特殊自動車
- 普通自動二輪車

### 交通アクセス
- JR東日本山形新幹線/奥羽本線新庄駅からスクールバス